# Ghiacciaio Pautalia
Il Ghiacciaio Pautalia (in lingua bulgara: Ледник Пауталия, Lednik Pautalija) è un ghiacciaio antartico situato nella Penisola Burgas dell'Isola Livingston, nelle Isole Shetland Meridionali, in Antartide. È posto a nordest del Ghiacciaio Strandzha e a sud del Sopot Ice Piedmont.
Il ghiacciaio è delimitato dal Petko Voyvoda Peak a ovest, dal Sozopol Gap a nordovest, dal Kaloyan Nunatak a nord e da Shabla Knoll a est. 
Il ghiacciaio si estende per 700 m in direzione nordovest-sudest e per 1,1 km in direzione sudovest-nordest; fluisce in direzione sudest verso lo Stretto di Bransfield.
La denominazione è stata assegnata in riferimento all'antica città di Pautalia, che oggi diventata Kjustendil, nella parte occidentale della Bulgaria.

## Localizzazione
Il punto centrale del ghiacciaio è posizionato alle coordinate 62°37′41″S 59°51′50″W. Rilevazione topografica bulgara nel corso della spedizione Tangra 2004/05 e mappatura nel 2005 e 2009.

## Mappe
- L.L. Ivanov et al. Antarctica: Livingston Island and Greenwich Island, South Shetland Islands. Scale 1:100000 topographic map. Sofia: Antarctic Place-names Commission of Bulgaria, 2005.
- L.L. Ivanov.  Antarctica: Livingston Island and Greenwich, Robert, Snow and Smith Islands (JPG), su apcbg.org.. Scale 1:120000 topographic map. Troyan: Manfred Wörner Foundation, 2009.